# جولای نقاب‌دار زرده‌ای
جولای نقاب‌دار زرده‌ای (نام علمی: Ploceus vitellinus) نام یک گونه از سرده جولاها است.